# جهنمية ترولية
بوغنفيلية ترولية أو جهنمية ترولية (الاسم العلمي:Bougainvillea trollii) هي نوع من النباتات يتبع جنس البوغنفيلية من الفصيلة الشبية.